# メイルー島

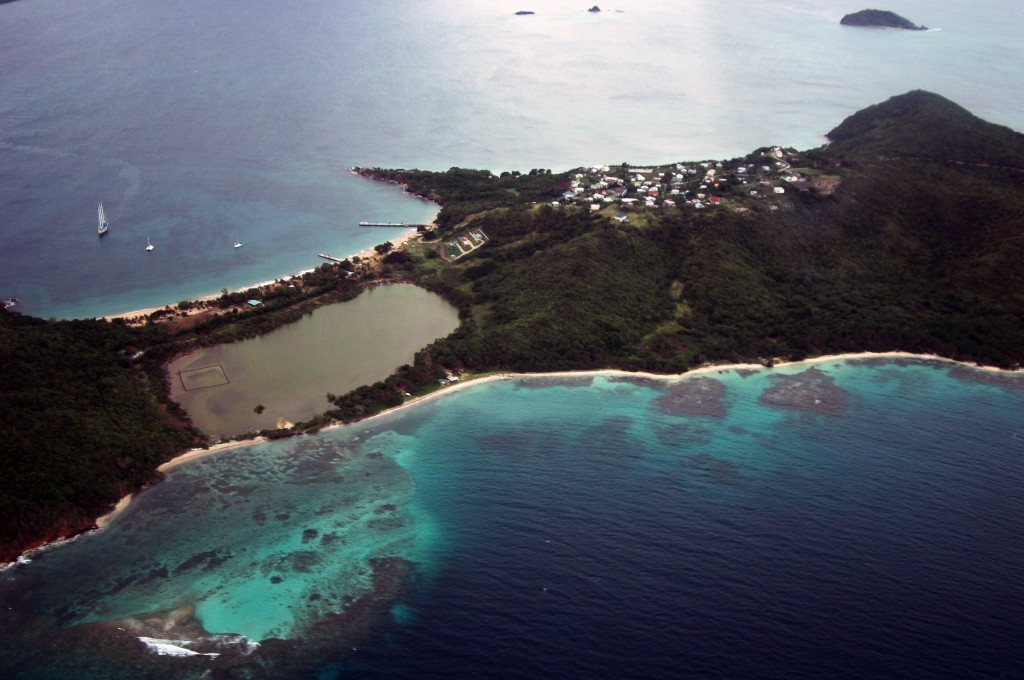
メイルー島

メイルー島（メイルーとう、Mayreau Island）はカリブ海のグレナディーン諸島にあるセントビンセント・グレナディーン領の島である。トバゴ諸島の近くにあり、人口300人、面積1.50km2ほどの小さな島で丘が多い。観光客はフェリーやヨットで島に訪れ、のんびりとビーチで過ごす。レストランやビーチ・バー、Tシャツやアクセサリーなどを売るローカル・マーケットなどがあり、丘の上には石で造られたカトリックの教会がある。
メイルー島名義の切手が2006年より発行されている。